# Estación de Arroyo-Malpartida
Arroyo-Malpartida es una estación ferroviaria situada en la pedanía homónima en el municipio español de Cáceres, comunidad autónoma de Extremadura. Recibe su nombre de los municipios vecinos a los que da servicio, Arroyo de la Luz y Malpartida de Cáceres. Cuenta con servicios limitados de Media Distancia.

## Situación ferroviaria
Según Adif la estación se encuentra en el punto kilométrico 348,5 de la línea férrea 500 de la red ferroviaria española que une Madrid con Valencia de Alcántara, entre las estaciones de Cáceres y de San Vicente de Alcántara. Este kilometraje se corresponde con el trazado clásico entre Madrid y la frontera portuguesa por Talavera de la Reina y Cáceres. El tramo es de vía única y está sin electrificar.

## Historia
La estación fue inaugurada el 20 de octubre de 1881 con la apertura al tráfico del tramo Malpartida de Plasencia-Arroyo de la línea que pretendía prolongar la línea Madrid-Malpartida de Plasencia hasta la frontera portuguesa por Cáceres y Valencia de Alcántara buscando así un enlace con Portugal más directo al ya existente por Badajoz. Las obras corrieron a cargo de la Compañía de los Ferrocarriles de Madrid a Cáceres y Portugal. A pesar de contar con este importante trazado que tenía en Madrid como cabecera a la estación de Delicias la compañía nunca gozó de buena salud financiera siendo intervenida por el Estado en 1928 quien creó para gestionarla la Compañía Nacional de los Ferrocarriles del Oeste.
En 1941, con la nacionalización de la totalidad de la red ferroviaria española la estación pasó a ser gestionada por RENFE. Desde el 31 de diciembre de 2004 Renfe Operadora explota la línea mientras que Adif es la titular de las instalaciones ferroviarias.

## Servicios ferroviarios
En esta estación efectúan parada trenes regionales que unen Valencia de Alcántara con Cáceres. Este servicio se presta únicamente los miércoles, viernes y domingos con frecuencia de 1 tren por sentido.
| Línea MD | Trenes   | Origen/Destino |  | Destino/Origen        |
| -------- | -------- | -------------- |  | --------------------- |
| 52       | Regional | Cáceres        |  | Valencia de Alcántara |